# Elia Luini
Elia Luini   (Varese, 23 de juny de 1979) és un remer italià, ja retirat, que va competir entre finals de la dècada de 1990 i començaments de la del 2010. Està casat amb la també remera Gabriella Bascelli.
Durant la seva carrera esportiva va prendre part en quatre edicions dels Jocs Olímpics d'Estiu: el 2000, 2004, 2008 i 2012. El millor resultat el va obtenir en la seva primera participació, el 2000, a Sydney, on formant parella amb Leonardo Pettinari, guanyà la medalla de plata en la competició del doble scull lleuger del programa de rem. El 2004, a Atenes, fou dotzè, el 2008, a Pequín, quart; i el 2012, a Londres, setè, sempre en la mateixa prova del doble scull lleuger.
En el seu palmarès també destaquen deu medalles al Campionat del món de rem, quatre d'or, tres de plata i tres de bronze, entre les edicions de 1998 i 2013, una medalla d'or al Campionat d'Europa de rem de 2011; i tres medalles als Jocs del Mediterrani, una d'or, una de plata i una de bronze, entre les edicions de 2001 i 2013.
El 2000 va rebre l'Orde al Mèrit de la República Italiana.